# Satan (banda)
Satan es una banda de heavy metal originaria de Newcastle, Inglaterra, formada en 1979. Son reconocidos como una de las bandas provenientes del movimiento New Wave of British Heavy Metal (Nueva Ola del Heavy Metal Británico), aunque no lograron la trascendencia y reconocimiento de otras bandas del género como Iron Maiden, Def Leppard, Motörhead o Saxon. 
A través de los años, la banda ha sufrido importantes cambios de alineación, e incluso de nombre. Por algún tiempo la agrupación tenía el nombre de Blind Fury, lanzando un álbum en 1985 llamado Out of Reach. En 1988 la banda cambió su nombre nuevamente a The Kindred, y una vez más a Pariah, lanzando dos trabajos.
Por la banda han pasado músicos de otras agrupaciones del movimiento, como Blitzkrieg, Rough Edge, Atomkraft, Avenger, Persian Risk, Cronos y Battleaxe. En 1990, Steve Ramsey (guitarra) y Graeme English (bajo) junto al cantante Martin Walkyier de la banda de thrash metal Sabbat, fundaron la agrupación Skyclad.

## Discografía

### Álbumes
- Court in the Act (Neat 1983)
- Out of Reach (como Blind Fury) (Roadrunner 1985)
- Suspended Sentence (S.P.V. 1987)
- Life Sentence (Listenable Records 2013)
- Cruel Magic (Metal Blade Records 2018)
- Earth Infernal (Metal Blade Récords 2022)

### Sencillos
- Kiss of Death (Guardian 1982)

### Demos
- The first demo (1981)
- Into the Fire (1982)
- Dirt Demo '86 (1986)

### Compilados y discos en vivo
- Blitzkrieg in Holland (Metal Nation 2000)
- Live in the Act (Metal Nation 2004)